# آندژی ازگوتچینسکی
آندژی ازگوتچینسکی (لهستانی: Andrzej Zgutczyński؛ زادهٔ ۱ ژانویهٔ ۱۹۵۸) بازیکن فوتبال اهل لهستان بود.
از باشگاه‌هایی که در آن بازی کرده‌است می‌توان به باشگاه فوتبال لگیا ورشو، باشگاه فوتبال اوسر، باشگاه فوتبال مو، باشگاه فوتبال گورنیک زابژه، باشگاه فوتبال لخ پوزنان، و باشگاه فوتبال دیژون اشاره کرد.
وی همچنین در تیم ملی فوتبال لهستان بازی کرده‌است.